# Per- og polyfluoralkylforbindelser
Per- og polyfluoralkylforbindelser eller PFAS (fra engelsk: per- and polyfluoroalkyl substances) er en undergruppe af fluorerede organiske kemiske forbindelser (PFC fra engelsk polyfluoro compounds). Det er alkylforbindelser (kulstofkæder) hvor alle eller flere hydrogenatomer er udskiftet med fluoratomer. 

## Hvad er PFAS?
”PFAS er en samlet betegnelse for en række flourholdige, miljøfarlige stoffer, hvoraf det mest kendte er PFOS.
Børn, der indtager stofferne, får skadet deres immunsystem, mens PFAS-indtag hos voksne blandt andet kan føre til forhøjet kolesterol og fertilitetsproblemer.
Ved høje koncentrationer kan det medføre en øget risiko for kræft.”

## Kemi
Hvis alle hydrogenatomer i kulstofkæden er udskiftet med fluor, kaldes stoffet en perfluoralkylforbindelse, og hvis der stadig er hydrogenatomer tilbage, kaldes stoffet en polyfluoralkylforbindelse. Kulstofkæderne kan både være lineære og forgrenede og indeholde fra 4 til 16 kulstofatomer. Alkylforbindelsen kan have funktionelle grupper som sulfonsyrer, carboxylsyrer, alkohol, fosfater, sulfonamider og andre. Blandt de kendteste PFAS-stoffer er perfluoroktansulfonsyre (PFOS) og perfluoroktansyre (PFOA).
Samtidig med at perfluoralkylforbindelserne er uhyre stabile og kaldes for “evighedskemikalier”, er de ganske særligt overfladeaktive, da de er både hydrofobe (vandskyende) og oleofobe (olie- og fedtskyende). Desuden er de elektrisk isolerende og har en meget høj termisk og kemisk stabilitet. Netop på grund af disse egenskaber finder de udbredt anvendelse. Som andre fluorforbindelser er PFAS klassificeret som farlige eller identificeret som problematiske. PFAS mistænkes for at være miljøforurenere og brugen i EU er reguleret. Et højt niveau af PFOS under graviditeten øger risikoen for fedme. PFAS i drikkevand ser ud til at svække tandemaljen hos børn og dermed øge sandsynligheden for huller i tænderne. To perfluor alkylforbindelser er i 2009 føjet til Stockholm-konventionens liste over persisterende organiske miljøgifte.

## Miljøforurening
PFAS er fundet mange steder i Danmark;  bl.a på Harboøre Tange ved Høfde 42, og alt drikkevand på Fanø var i 2022 forurenet med PFAS. Brandøvelser med skum indeholdende PFOS har forurenet miljøet mange steder i Danmark. I Korsør havde kvæg 176 gange PFAS-grænseværdien, og blev spist af mennesker som fik 10 gange grænseværdien. PFAS kan delvist fjernes fra landskab og mennesker.

## Anvendelsesområder
- Brandslukning
- Emballage af papir og plastik til fødevarer[15][16]
- Hydraulisk væske
- Forkromning
- Klæbemidler
- Maling og lak
- Imprægnering af tøj, sko m.m.m
- Kosmetik[17]
- Pesticider [18]
- Rengøringsmidler
- Teflonbelægninger på gryder, stegepander, bageforme, bagepapir m.m.m[15]

## Nogle PFAS
- PFAS (fra engelsk perfluoroalkyl and polyfluoroalkyl substances) bruges også om perfluor alkyl-forbindelser og perfluor alkylsulfonater
- PFPAs (fra engelsk perfluoroalkyl phosphonic acids) polyfluor alkylphosphonsyre
- PFOA (fra engelsk perfluorooctanoic acid)
- PFOS (fra engelsk perfluoro octane sulfonic acids)
- PFCAs (fra engelsk perfluoro carboxylic acids)

## Beslægtede forbindelser
- Polyfluorerede alkyl-forbindelser benævnes fluortelomerer eller fluorotelomerer, der indeholder en perfluoreret del af molekylet
- Polymerer med polyfluorerede sidekæder, der indeholder en perfluoreret del af molekylet

## Persisterende organiske forurenere
Perfluorforbindelser betragtes som persisterende stoffer og kaldes for “evighedskemikalier”.